# Danané
Danané är en ort i Elfenbenskusten. Den ligger i distriktet Montagnes i den västra delen av landet, 300 km väster om huvudstaden Yamoussoukro. Folkmängden uppgår till cirka 60 000 invånare.